# Ванда Ландовська
В́анда Ланд́овська (пол. Wanda Landowska; 5 липня 1879, Варшава — 16 серпня 1959, Лейквілл, штат Коннектикут) — польська піаністка і клавесиністка, музичний педагог, що відіграла ключову роль у відродженні клавесина в XX столітті.

## Життєпис

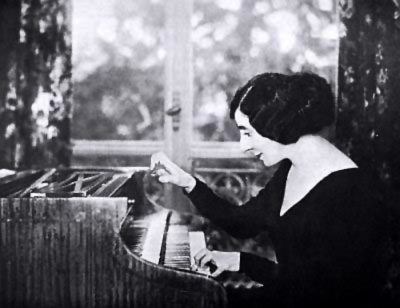
Ванда Ландовська за грою на клавесині, 1907 рік

Ландовська навчалася у Варшавській консерваторії у Яна Клечинського і Олександра Михаловського, в 1896–1900 рр., вивчала композицію в Берліні у Генріха Урбана.
В 1900–1912 рр. Ландовська працювала у Парижі викладала у «Schola Cantorum», одночасно працюючи над книгою «Стародавня музика» (фр. Musique ancienne; 1909). У цей період остаточно зформувався її інтерес до клавесина як автентичного інструменту клавірної музики XVIII століття. Ландовська багато подорожувала по Європі, вивчаючи зразки інструментів, що збереглися. У 1912 р. вона переїхала в Берлін і відкрила перший у новітній музичній історії спеціальний клас клавесина в Берлінській вищій школі музики. У 1920 р. Ландовська повернулася до Парижу, у 1925 р. відкрила власну Школу стародавньої музики (фр. École de Musique Ancienne), перетворивши свій будинок у передмісті Сен-Ле-ла-Форе у навчальний центр. Одночасно у 20–30-ті рр. ХХ ст. вона широко гастролювала по Європі й США. У цей період Ландовська прийняла французьке громадянство.

### Еміграція
З початком Другої світової війни Ландовська продовжувала спершу мешкати під Парижем і працювати над записами музики Й. С. Баха і Скарлатті (на деяких записах, зроблених у цей час у Сен-Ле-ла-Форе, чутні розриви бомб). Однак через своє єврейське походження врешті була змушена у супроводі своєї учениці і супутниці Деніз Ресту, втікати з Франції через Португалію до США. Усе майно Ландовської, включаючи рідкісні інструменти, було втрачено. Прибувши до Нью-Йорку в 1941 році, Ландовська вела велику концертну й педагогічну діяльність до останніх місяців свого життя. Її музикознавча спадщина була підготовлена до друку Деніз Ресту.

## Особисте життя
Ванда Ландовська мала гомосексуальні нахили.

## Спадок
До репертуару Ландовської входили твори найвизначніших композиторів XVIII століття: Й. С. Баха (в 1931 р. вона здійснила перший запис варіацій Гольдберга на клавесині), Г. Ф. Генделя, Ф.Куперена, Ж. Ф. Рамо, К. Ф. Е. Баха та інших. У той же час для Ландовської писали і її сучасники, в тому числі Мануель де Фалья і Франсіс Пуленк, завдяки чому клавесин знову увійшов до інструментарію академічної музики.
Серед учнів Ландовської — Аліса Елерс, Ета Харіх-Шнайдер, Едіт Вайс-Манн, Ральф Киркпатрик, Рафаель Пуйяна, Еме Ван де Віле, Казимеж Флатау, Маргеріта Казуро-Тромбіні, Яніна Висоцька-Охлевська та інші.